# Русин Євген Володимирович
Євген Володимирович Русин (нар. 15 березня 1996) — український футболіст, центральний півзахисник клубу «Поляна».

## Життєпис
У 2015-2016 роках виступав за аматорський клуб «Бобовище» в першій лізі чемпіонату Закарпатської області.
Напередодні старту сезону 2019/20 років перейшов до «Миная». У складі нового клубу дебютував 3 серпня 2019 року в нічийному (1:1) домашньому поєдинку 2-о туру Першої ліги проти «Миколаєва». Євген вийшов на поле на 65-й хвилині, замінивши Владислава Микуляка, а на 90+7-й хвилині отримав жовту картку. Станом на 25 листопада 2019 року зіграв 5 матчів у Першій лізі.